# Orrie Hitt
Orrie Edwin Hitt, né le 27 octobre 1916 à Roscoe dans l'État de New York et décédé le 7 décembre 1975 à Montrose, est un écrivain américain.

## Biographie
Orrie Hitt a également publié des romans sous le pseudonyme de Kay Addams.
En 1975, il décède des suites d'un cancer.

## Œuvre
- Add Flesh to the Fire
- Affair with Lucy
- Affairs of a Beauty Queen
- As Bad As They Come
- Bold Affair

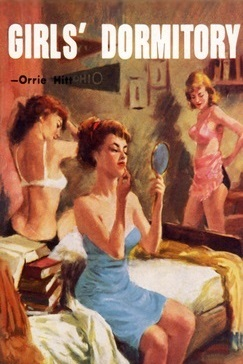
"Girls' Dormitory" par Orrie Hitt, 1958

- Call Me Bad, 1960 (Beacon Books B332)
- Carnival Honey
- Dial "M" for Man
- Diploma Dolls
- Dirt Farm
- Dolls and Dues
- Ex-Virgin
- Four Women
- Frigid Wife
- Girls' Dormitory, 1958 (Beacon Books B191)
- Hot Cargo
- Hotel Girl
- I'll Call Every Monday
- Inflamed Dames
- Ladies' Man
- Loose Women
- Love Princess
- Love Slave
- Love, Blood and Tears
- Lovers at Night
- Lust Prowl
- Mail Order Sex
- Man-Hungry Female
- Married Mistress
- Never Cheat Alone
- Panda Bear Passion
- Passion Pool
- Pleasure Ground
- Private Club
- Pushover
- Rotten to the Core
- Sexurbia County
- Shabby Street
- She Got What She Wanted , 1954 (Beacon Books B101)
- Sheba
- Sin Doll
- Sins of Flesh
- Strip Alley
- Suburban Wife
- Summer Hotel, 1958 (Beacon Books B168)
- Summer Romance
- Teaser
- Tell Them Anything
- The Cheaters
- The Excesses of Cherry
- The Lady is a Lush
- The Love Season
- The Naked Flesh, 1962 (Kozy Books K159)
- The Passion Hunters
- The Promoter
- The Sucker
- The Torrid Teens, 1960 (Beacon Books B294)
- The Widow
- This Wild Desire
- Too Hot to Handle
- Torrid Wench, 1962 (Kozy Books K176)
- Trapped
- Two of a Kind
- Unfaithful Wives, 1956 (Beacon Books B126)
- Untamed Lust
- Violent Sinners
- Virgins No More
- Warped Woman
- Wayward Girl, 1960 (Beacon Books B288)
- Woman Hunt
- Women's Ward